# Puente Metálico João Luis Ferreira
El puente metálico, denominado Puente João Luis Ferreira, cruza el Río Parnaíba. Une la capital Teresina a la ciudad de Timon, en Maranhão, siendo esta travesía realizada antes de su construcción mediante canoas.
Fue el primer puente construido sobre el Río Parnaíba, en el estado de Piauí, inaugurado el 2 de diciembre de 1939, después de que hubiesen pasado 17 años desde el inicio de la obra, uniendo Teresina a Timon. Diseñada por el ingeniero alemán Germano Franz, consumió 702 toneladas de hierro en su construcción. Su conclusión permitió el establecimiento de la línea férrea Ferrocarril São Luiz-Teresina de la RFFSA, conectando por tren las capitales de Piauí y de Maranhão, usada también por la línea de Mêtro de Teresina, integrando la vecina ciudad de Timon, que forma parte de la Grande Teresina.
Fue declarada patrimonio cultural brasileño por el Consejo Consultivo del IPHAN el 11 de septiembre de 2008. El Piauí fue el primer estado brasileño en recibir una acción integrada de reconocimiento de su patrimonio, y aprobó la protección de bienes materiales que se convirtió en patrimonio cultural brasileño: el puente metálico João Luis Ferreira.